# 루키우스 베르기니우스 루푸스
루키우스 베르기니우스 루푸스 (Lucius Verginius Rufus, 서기 15년 – 97년)는 1세기 후반 게르마니아 수페리오르를 관리한 고대 로마의 총독, 군장교이다. 그는 세 차례 집정관에 오르기도 했다 (63년, 69년, 97년). 그는 대플리니우스와 소플리니우스의 출생지인 코뭄 근처에서 태어났다.
베르기니우스 루푸스는 북부 이탈리아에서 기사 계급 가문 출신으로 태어났다. 그는 네로 황제 시절인 63년에 집정관이 되었다. 집정관직을 마친 뒤, 베르기니우스 루푸스는 게르마니아 수페리오르 총독으로 임명됐다. 가이우스 율리우스 빈덱스가 76년에 네로에게 반란을 일으켰을 때, 베르기니우스 루푸스는 그에 맞서 군대를 지휘했고 68년에 오늘날 브장송 인근에서 반군을 패배시켜냈다. 네로의 실각 이후, 베르기니우스 루푸스 휘하의 군단들은 세르비우스 술피키우스 갈바 (빈덱스의 동맹)보다 앞서 그를 황제로 지지했으나, 베르기니우스 루푸스는 황제 자리를 거부하였다. 69년 4월에 오토가 죽은 뒤, 병사들은 베르기니우스에게 황제 자리를 다시 권했으나, 그는 다시 한번 거절했다. 베르기니우스는 로마에서 북서쪽에 있는 에트루리아의 해안 도시 알시움의 저택으로 물러났다. 그곳에서 그는 수학을 하고, 시를 지으며, 사교 모임을 조직하고 참석했다.
도미티아누스 황제가 살해된 뒤, 마르쿠스 코케이우스 네르바가 원로원로부터 황제로 선출됐다. 네르바는 97년에 자신과 공동 집정관으로 은퇴를 권유받았던 연로한 베르기니우스 루푸스를 택했다. 하지만 베르기니우스가 연설을 할 예정이었을 때, 그는 가지고 있던 책을 쓰는 걸 떨어트렸고, 이것을 주우려 할 때 미끄러져 엉덩이뼈가 부러지고 말았다. 그는 얼마 안 되어 82세의 나이로 사망했고 국장이 치러졌다.
그를 기리는 국장이 치러졌을 때, 역사가 타키투스 (당시 집정관)가 장례 연설문을 읽었다. 베르기니우스의 이웃이자 피후견인 소플리니우스는 베르기니우스가 자신의 무덤에 새기도록 전했던 문구들을 기록하였다: Hic situs est Rufus, pulso qui Vindice quondam Imperium asseruit non sibi sed patriae ("이곳에는 빈덱스를 무찌르고 난 뒤, 권력을 취하지 않고 조국에 넘겨준 루푸스가 잠들어 있다").

## 참고 문헌
- Cassius Dio, Roman History 63.23.1-24.4
- Wells, Colin. The Roman Empire. Cambridge, MA: Harvard, 1992. 153-154
- Pliny, Letters, Book II.1, IX.19
- 본 문서에는 현재 퍼블릭 도메인에 속한 브리태니커 백과사전 제11판의 내용을 기초로 작성된 내용이 포함되어 있습니다.